# Alice Ventura
Alice Maria Vitória da Conceição Ventura ou simplesmente Alice Ventura, é uma personagem ficticia da telenovela brasileira Força de um Desejo (1999) sendo uma das antagonistas da trama, de Gilberto Braga, Alcides Nogueira e Sérgio Marques. Considerada uma das maiores vilãs da teledramaturgia brasileira, foi brilhantemente interpretada pela atriz Lavínia Vlasak.

## A personagem
Bela Filha de Bárbara e Higino Ventura, parece boa moça mas revela-se bastante desprovida de caráter no desenrolar da história. Apaixonada por Inácio Sobral desde que o vê pela primeira vez, alia-se a megera da trama, D. Idalina para tentar conquistá-lo.
Como disse a escrava branca Olívia em um dos capítulos, Alice era uma "aprendiz de bruxa". Ao lado da maquiavélica Idalina, foi capaz das maiores intrigas para separar Inácio de Ester Delamare.
Sua beleza apenas escondia uma mulher egoísta e má. Era tão ordinária que fez o jovem Abelardo acreditar que tinha tido um filho com ela, quem acreditava ser sua própria irmã. Sempre baixa, para conseguir o que queria, não hesitou em trair o pai e prejudicar Olívia.